# Juana Vaño Morales
Juana Vaño Morales (1886 - Calvià, 2 d'octubre de 1936) fou una militant socialista i sindicalista de Palma, coneguda com a Juanita, afusellada per les milícies feixistes.
Joana Vaño fou capturada junt al seu company sentimental, Ramon Fuster durant la Guerra Civil espanyola, amb cinquanta anys, i va ser afusellada per les milícies feixistes a ses Planes, al terme municipal de Calvià, al km 15 de la carretera Palma-Calvià, i fou enterrada a la fossa comuna del cementeri de Calvià el 2 d'octubre de 1936, segons la causa judicial. El seu company fou assassinat el dia 11 d'octubre de 1936 a Son Pardo, a Palma. Vaño fou l'única dona represaliada enterrada a Calvià. Va ser la primera de les catorze víctimes que es trobaren al cementeri de Calvià en la intervenció que s'efectuà l'octubre del 2018, i és la primera dona descoberta en una exhumació a les Balears. En ser exhumada, va rebre un homenatge al «Mur de la Memòria de Palma».